# Marguerite de Tervueren
Pour les articles homonymes, voir Marguerite de Brabant (homonymie), Brabant et Tervueren (homonymie).
Ne doit pas être confondu avec Marguerite de Brabant (1276-1311).
Marguerite de Brabant dite de Tervueren, fille naturelle du duc Jean Ier de Brabant, demi-sœur de Jean II de Brabant, épouse, le 27 mars 1292 le chevalier Jean de Rode de Lantwyck,, seigneur de Horst, de Lantwyck sous Haelen, de Vorselaer, de Rethy et d'autres terres.